# Koiva-Mustjõe
Koiva-Mustjõe este o arie protejată (arie de protecție specială avifaunistică — SPA) din Estonia întinsă pe o suprafață de 3.735,9 ha, integral pe uscat.

## Localizare
Centrul sitului Koiva-Mustjõe este situat la coordonatele 57°37′02″N 26°21′27″E / 57.6171°N 26.3575°E.

## Înființare
Situl Koiva-Mustjõe a fost declarat arie de protecție specială avifaunistică în aprilie 2004 pentru a proteja 4 specii de animale.

## Biodiversitate
Situată în ecoregiunea boreală, aria protejată nu include niciun habitat protejat.
La baza desemnării sitului se află mai multe specii protejate de  păsări (4): pescăruș albastru (Alcedo atthis), rață sulițar (Anas acuta), cristeiul de câmp (Crex crex), Gallinago media.
Pe lângă speciile protejate, pe teritoriul sitului au mai fost identificate 2 specii de păsări, 4 specii de mamifere, 2 specii de nevertebrate.